# Dodatek stopowy
Dodatek stopowy – metal lub inna substancja dodana w niewielkich ilościach do stopu w celach modyfikacji pewnych jego charakterystyk.
Do najczęściej stosowanych dodatków w stalach zalicza się:
nikielObniża temperaturę przemiany austenitycznej oraz prędkość hartowania. W praktyce ułatwia to proces hartowania i zwiększa głębokość hartowania. Nikiel rozpuszczony w ferrycie umacnia go, znacznie podnosząc wytrzymałość na uderzenie. Dodatek niklu w ilości 0,5% do 4% dodaje się do stali do ulepszania cieplnego, a w ilościach 8% do 10% do stali kwasoodpornej.
chromPowoduje rozdrobnienie ziarna. Podwyższa hartowność stali. Zwiększa jej wytrzymałość. Stosowany w stalach narzędziowych, konstrukcyjnych i specjalnych (nierdzewnych lub żaroodpornych). W tych ostatnich nawet w ilościach do 30%.
manganObniża temperaturę przemiany austenitycznej, a przy zawartości powyżej 15% stabilizuje i umożliwia uzyskanie struktury austenitycznej w normalnych temperaturach. Już przy zawartościach 0,8% do 1,4% znacznie podwyższa wytrzymałość na rozciąganie, uderzenie i ścieranie.
wolframZwiększa drobnoziarnistość stali, powiększa wytrzymałość, odporność na ścieranie. Duży dodatek wolframu 8% do 20% zwiększa odporność stali na odpuszczanie. W symbolach stali według PN dodatek wolframu oznacza się literą W.
molibdenZwiększa hartowność stali. Podnosi wytrzymałość i zmniejsza kruchość, oraz podnosi odporność na pełzanie. Molibden w stali zwiększa odporność na działanie wysokich temperatur, poprawia spawalność, zwiększa odporność na działanie wodoru i siarkowodoru. Dodanie molibdenu do stali nierdzewnej powoduje również znaczne zwiększenie odporności na korozję wżerową i szczelinową. Jest pierwiastkiem o trzykrotnie silniejszym oddziaływaniu pod względem zapewnienia odporności na korozję wżerową niż sam chrom.
wanadZwiększa drobnoziarnistość stali i znacznie powiększa jej twardość. Zwiększa hartowność stali. Tworzy trwałe węgliki typu MC.
kobaltZwiększa drobnoziarnistość stali i znacznie powiększa jej twardość. Jako jedyny pierwiastek zmniejsza hartowność. Nie tworzy węglików. W symbolach stali dodatek kobaltu oznacza się literą K.
krzemNormalnie traktowany jako niepożądana domieszka, zwiększa kruchość stali. Staje się pożądanym składnikiem w stalach sprężynowych. Ze względu na fakt, że zmniejsza energetyczne stany prądowe w stali, dodaje się go w ilościach do 4% do stali transformatorowej.
tytanDodatek do stali kwasoodpornych.
niobStosuje się jako mikrododatek w stali. Tworzy węgliki typu MC.
glinOdtlenia stal i zawsze znajduje się w stali uspokojonej.
miedźMa podobne właściwości fizyczne jak czyste żelazo, lecz jest znacznie bardziej odporna na korozję. Miedź jest pożądanym dodatkiem i jej zawartość systematycznie wzrasta, wraz z użyciem stali złomowej przy wytapianiu nowej stali.
W systemie oznaczeń stali stopowych według norm europejskich dodatki stopowe wskazywane są symbolami chemicznymi pierwiastków, natomiast według Polskiej Normy ich symbole są inne, np.: S – krzem, F – wanad, N – nikiel, H – chrom, G – mangan, M – molibden, T – tytan, Nb – niob, J – glin, Cu – miedź, A – azot.